# Sasheer Zamata
Sasheer Zamata Moore, född 6 maj 1986 i Indianapolis i Indiana, är en amerikansk komiker och skådespelare.
Zamata är utbildad vid University of Virginia och börjat 2009 uppträda vid improvisationsteatern Upright Citizens Brigade Theatre i New York. År 2014 blev hon en del av skådespelarensemblen i sketchprogrammet Saturday Night Live och medverkade där till och med 2017. Hon har bland annat imiterat Michelle Obama, Rihanna och Solange Knowles. Hon har även medverkat i två avsnitt av komediserien Inside Amy Schumer.